# Jean Ballard
Jean Ballard (Marsiglia, 14 novembre 1893 – Marsiglia, 18 giugno 1973) è stato un editore francese, fondatore e direttore della rivista letteraria Les Cahiers du Sud.